# Municipio de Spring Garden (Pensilvania)
El municipio de Spring Garden (en inglés: Spring Garden Township) es un municipio ubicado en el condado de York en el estado estadounidense de Pensilvania. En el año 2000 tenía una población de 11,974 habitantes y una densidad poblacional de 695 personas por km².

## Geografía
El municipio de Spring Garden se encuentra ubicado en las coordenadas 39°56′00″N 76°43′59″O / 39.93333, -76.73306.

## Demografía
Según la Oficina del Censo en 2000 los ingresos medios por hogar en la localidad eran de $52,673 y los ingresos medios por familia eran $61,461. Los hombres tenían unos ingresos medios de $45,491 frente a los $29,375 para las mujeres. La renta per cápita para la localidad era de $28,784. Alrededor del 4,5% de la población estaban por debajo del umbral de pobreza.